# Gare de Cawang
La gare de Cawang (en indonésien Stasiun Cawang) est une gare ferroviaire située dans la municipalité de Jakarta Est. Pour le moment, elle n'est desservie que par le KRL Commuterline, le réseau express régional de la conurbation du Jabodetabek.
La gare de Cawang assurera la correspondance avec le métro léger du Grand Jakarta.